# Nikolaj Bogoljubov
Nikolaj Nikolajevič Bogoljubov (rusky Николай Николаевич Боголюбов; 21. srpna 1909 Nižnij Novgorod – 13. února 1992 Moskva) byl ruský a sovětský matematik a fyzik. Zabýval se především kvantovou teorií pole, statistickou mechanikou a teorií dynamických systémů. Matematiku vystudoval na univerzitě v Kyjevě, kde pak učil v letech 1936-1959. Od roku 1947 působil též v Matematickém ústavu V. A. Steklova. Od roku 1965 byl ředitelem Spojeného ústavu jaderného výzkumu v Dubně. Od roku 1966 pak poslancem Nejvyššího sovětu Sovětského svazu.